# Завражнов, Анатолий Иванович
Анато́лий Ива́нович Завра́жнов (род. 6 мая 1939, Сорочинск, Оренбургская область) — российский учёный в области механизации производственных процессов в агропромышленном комплексе (АПК); доктор технических наук (1991), профессор (1984), академик РАСХН (2007). С 1985 по 2009 год занимал должность ректора. В 2009—2014 — президент Мичуринского государственного аграрного университета (бывший Плодоовощной институт имени И. В. Мичурина). С 2014 — главный научный консультант. Заслуженный деятель науки и техники Российской Федерации (1993), почётный работник высшего профессионального образования РФ (1996).

## Биография
Родился в городе Сорочинске Оренбургской области 6 мая 1939 года. После окончания средней школы пошёл трудиться простым рабочим. Окончил Оренбургский сельскохозяйственный техникум и поступил на инженерный факультет Оренбургского сельхозинститута. Получив высшее образование, пошёл работать в альма-матер ассистентом на кафедру деталей машин (1964—1966). В 1969 году А. И. Завражнов поступил в аспирантуру Челябинского института механизации и электрификации сельского хозяйства и усовершенствовал, ранее им же разработанную систему определения характеристики масляного слоя в подшипниках двигателей внутреннего сгорания. С 1969 по 1985 год работал в Целиноградском сельскохозяйственном институте на должностях старшего преподавателя, заведующего кафедрой, проректора по научной работе, проректора по учебной работе. В 1985 году переехал в Мичуринск и был назначен ректором Плодоовощного института им. И. В. Мичурина. В период его руководства институт в 1994 году был преобразован в академию, а в 1998 получил статус университета. А. И. Завражнов являлся одним из инициаторов преобразования Мичуринска в первый наукоград в АПК России.
Сын А.  И. Завражнова — Андрей Анатольевич Завражнов — находится под следствием за хищение денежных средств в особо крупном размере, совершённое группой лиц по предварительному сговору (159_4). Одна из членов криминальной банды — Г. Короткова — дала признательные показания,  согласилась на сотрудничество со следствием и  осуждена по 159_4 УК РФ Мичуринским городским судом.

## Вклад в науку
Анатолий Завражнов — один из разработчиков уникальной методики измерения показателей масляного клина при работающем двигателе, что позволило впервые определить и записать действительные траектории движения шеек коленчатых валов в зависимости от скоростного, температурного и нагрузочного режимов работы дизельных двигателей. Эта разработка была внедрена в производство двигателей типа КДМ на Челябинском тракторном заводе. А. И. Завражнов внес существенный вклад в развитие теории и методов проектирования машин и технологических линий для приготовления и раздачи кормов на животноводческих фермах и комплексах в системе «человек-машина-животное». Он является автором математических моделей и алгоритмов расчетов машин и технологических линий приготовления и раздачи корма, рассматриваемых как биотехническая система, а также математической модели, учитывающей влияние на продуктивность коров таких факторов, как уровень кормления, температура воздуха, сдвиг времени кормления. Сформулировал научное направление по совершенствованию технологии и средств механизации в интенсивном садоводстве, в переработке продукции растениеводства и в её хранении. Им создана научная школа по механизации производственных процессов в АПК. Под его руководством выполнено и защищено 20 кандидатских и 6 докторских диссертаций. Завражновым получено 43 авторских свидетельства и патента на изобретения, опубликовано 60 монографий, учебников, учебных пособий, более 360 научных статей.

## Избранные труды
- Сооружения и оборудование для хранения продукции растениеводства: Учеб. пособие / Соавт.: А. С. Гордеев и др.; Мичур. гос. с.-х. акад. — 2-е изд., перераб. и доп. — М., 1999. — 288 с.
- Основы проектирования и строительства перерабатывающих предприятий: Учеб. для студентов вузов / Соавт.: А. С. Гордеев и др. — М.: Агроконсалт, 2002. — 491 с.
- Разработка комплексов машин для интенсивного садоводства / Соавт. К. А. Манаенков // Вестн. Челяб. гос. агроинж. ун-та. — 2003. — Т. 38. — С. 108—110.
- Биометрия плодовых культур / Соавт.: В. А. Попов и др.; Мичур. гос. аграр. ун-т. — Мичуринск, 2004. — 332 с.
- Ресурсосберегающая технология обработки почвы в интенсивном садоводстве / Соавт. К. А. Манаенков // Повышение эффективности использ. ресурсов при пр-ве с.-х. продукции. — Тамбов, 2005. — С. 235—242.

## Награды
- Орден «За заслуги перед Отечеством» III степени (2022)
- Орден «За заслуги перед Отечеством» IV степени (2008)
- Орден Почёта (1999)
- Орден «Знак Почёта» (1980)
- Медаль «За освоение целинных земель»
- Медаль «За заслуги в проведении Всероссийской переписи населения» (2002)
- Медаль «За вклад в развитие агропромышленного комплекса»
- Почётный работник высшего профессионального образования РФ (1999)
- Заслуженный деятель науки и техники РСФСР (1993)
- Премия Ленинского комсомола (1991)
- Герой Труда Тамбовской области (2019)[5]
- Нагрудный знак «За заслуги перед Тамбовской областью»